# Фриц Моргенхалер
Фриц Моргенхалер (на немски: Fritz Morgenthaler) е швейцарски лекар, невролог и психоаналитик.

## Биография
Роден е на 19 юли 1919 година в Оберхофен-ам-Тунерзе, Щвейцария, в семейството на художника Ернст Моргенхалер и дизайнера на кукли Саша Моргенхалер. Учи в Париж и Цюрих. След това започва да изучава медицина в Цюрих и впоследствие става лекар за една година в Босна, където по това време се води война. През 1952 г. започва да си сътрудничи с Паул Парин и Голди Парин-Матей. Пет години преди това започва да се анализира с Рудолф Брун. В периода 1954 – 1971 г. обикаля заедно със семейство Парин Западна Африка, където извършват етнопсихоаналитични изследвания. Моргенхалер става член на Швейцарското психоаналитично общество.
Умира на 26 октомври 1984 година в Адис Абеба, Етиопия, на 65-годишна възраст.